# Gungrave (série télévisée d'animation)
Pour l’article homonyme, voir Gungrave.
Gungrave (ガングレイヴ, Gangureivu) est une série télévisée d'animation japonaise en 26 épisodes de 25 minutes, créée en 2003 par Yasuhiro Nightow (réalisateur de Trigun) d'après le jeu vidéo Gungrave et diffusé sur les réseaux TV Tokyo et AT-X. En France, la série est diffusée par la société Dybex.

## Synopsis
L'histoire démarre et un camion est encerclé de monstres à l'apparence humaine. Un savant et une jeune fille se trouvent à bord dans une situation bien délicate. Heureusement, le savant réveille Brandon. L'homme est une véritable machine de guerre, il extermine aisément la foule de monstres à l'aide de ses deux énormes armes (les cerberus). Mais que cache cette attaque, quelle est l'histoire de nos protagonistes, et qui est véritablement Brandon alias « Beyond the Grave ». C'est ce que l'on découvre au cours d'un long flashback retraçant la vie de deux jeunes voyous entrant dans l'organisation criminelle qui dirige leur ville.

## Personnages
Brandon Heat (ブランドン・ヒート/ビヨンド・ザ・グレイヴ, Burandon Hīto/biyondo ze gureivu)
C'est le personnage principal de l'histoire. Il est orphelin et a vécu dans un orphelinat où il a rencontré son meilleur ami, Harry. Il est d'un naturel calme, silencieux et loyal, qualités qu'il conservera même après la mort.
Harry MacDowel (ハリー・マクドウェル/ブラッディ・ハリー, Harī Makudoweru/Buraddi Harī)
C'est le meilleur ami de Brandon. Il est très ambitieux, plein de ressources et rusé.
Big Daddy (ビッグダディ, Biggu Dadi)
Celui qui a fondé le syndicat du crime Millenion, ainsi que la Familly.
Maria Asagi (マリア 浅葱, Maria Asagi)
Celle de qui Brandon est fou amoureux.
Mika Asagi (ミカ 浅葱, Mika Asagi)
La fille de Maria.
Bob Poundmax (ボブ・パウンドマックス, Bobu Paundomakkusu)
Un des principaux collaborateurs de Harry. Spécialisé dans le renseignement.
Bunji Kugashira (文治 九頭)
Un assassin professionnel, employé par Harry.
Bear Walken (ベア・ウォーケン, Bea Wōken)
Un des principaux lieutenants de Millénium. Second de Big Daddy puis de Harry.
Ballabird Lee (バラッド・バード・リー, Baraddo Bādo Lī)
Un assassin professionnel, employé par Harry.
Docteur Tokioka (ドクターT, Dokutā T)
Le savant à l'origine d'une méthode permettant de ressusciter les morts et de les transformer en armes.

## Fiche technique
- Production : Studio Madhouse (d'après le jeu éponyme PlayStation 2, sorti en 2002 édité par Activision)
- Réalisation : Toshiyuki Tsuru
- Character design : Shino Masanori
- Musique :
  - Opening : Family, composé et chanté par Tsuneo Imahori
  - Ending : Akaneiroga moerutoki, composé par Sōjiro Matsumoto et chanté par Scoobie Doo

## Liste des épisodes
L'anime commence par un retour en arrière 13 ans plus tôt et ainsi explique comment on est arrivé à la situation du premier épisode pour ensuite y revenir et terminer l'histoire.

## Doublage
| Personnages     | Personnages     | Voix japonaises                             | Voix françaises             |
| --------------- | --------------- | ------------------------------------------- | --------------------------- |
| Brandon Heat    | Brandon Heat    | Tomokazu Seki                               | Taric Mehani                |
| Harry MacDowell | Harry MacDowell | Kenji Hamada (jeune) Tsutomo Isobe (adulte) | Benjamin Pascal             |
| Mika Asagi      | Mika Asagi      | Kumi Sakuma                                 | Sidonie Laurens             |
| Dr Tokioka      | Dr Tokioka      | Motomu Kiyokawa                             | Michel Laroussi             |
| Big Daddy       | Big Daddy       | Iemasa Kayumi                               | Thierry Murzeau             |
| Balladbird Lee  | Balladbird Lee  | Takehito Koyasu                             | Olivier Korol               |
| Bob Poundmax    | Bob Poundmax    | Hirotaka Shimasawa                          | Vincent De Bouard           |
| Bear Walken     | Bear Walken     | Ryūzaburō Ōtomo                             | Alain Choquet               |
| Bunji Kugashira | Bunji Kugashira | Fumihiko Tachiki                            | Jean-Christophe Brétignière |